# 范穩
范穩（1962年—），四川榮縣人，中國當代作家。毕业于西南师范大学中文系，現居昆明。以關於西藏歷史文化的小說著名。

## 生平
2004年4月，雲南作家毕然從《文學故事報》讀到范稳小說《水乳大地》法國洋傳教士牛皮騙地的傳說，當即認為該節剽竊於前者的小說《今夜火把到我家》第八章，因而告上法院，結果敗訴。
2018年1月，范穩当选第十三届全国政协委员。

## 作品

### 長篇小說
- 《冬日言情》
- 《山城教父》
- 《清官海瑞》
- 《水乳大地》
- 《悲憫大地》
- 《大地雅歌》
- 《骚庄》
- 《吾血吾土》

### 短篇小說
- 《回归温柔》
- 《男人辛苦》

### 報告文學
- 《生命與綠色同行》

### 散文
- 《苍茫古道：挥不去的历史背影》
- 《人类的双面书架》
- 《藏车探险手记》